# Contea di Wanrong
La contea di Wanrong (万荣县S, Wànróng XiànP) è una contea della Cina, situata nella provincia dello Shanxi e amministrata dalla prefettura di Yuncheng.